# Клеопас Нкубе
Клеопас Нкубе (англ. Cleopas Ncube; нар. 21 листопада 1983, Булавайо, Зімбабве) — канадський борець вільного стилю, срібний та бронзовий призер Панамериканських чемпіонатів, чемпіон та бронзовий призер чемпіонатів Співдружності.

## Життєпис
Боротьбою почав займатися з 1999 року.
Виступає за борцівський клуб Монреаля. Тренери — Віктор Зільберман (з 2007), Річард Дешателе (з 2005), Маркус Німанн (з 1999), Том Мастантуано (з 1999), Марті Колдер (з 2000), Річард Дешателе (з 2000).

## Спортивні результати на міжнародних змаганнях

### Виступи на Чемпіонатах світу
| Змагання                        | Збірна | Вагова категорія          | Місце |
| ------------------------------- | ------ | ------------------------- | ----- |
| Чемпіонат світу з боротьби 2006 | Канада | вільна боротьба, до 66 кг | 20    |
| Чемпіонат світу з боротьби 2007 | Канада | вільна боротьба, до 66 кг | 15    |
| Чемпіонат світу з боротьби 2014 | Канада | вільна боротьба, до 70 кг | 5     |

### Виступи на Панамериканських чемпіонатах
| Змагання                                   | Збірна | Вагова категорія          | Місце  |
| ------------------------------------------ | ------ | ------------------------- | ------ |
| Панамериканський чемпіонат з боротьби 2010 | Канада | вільна боротьба, до 74 кг | Бронза |
| Панамериканський чемпіонат з боротьби 2013 | Канада | вільна боротьба, до 74 кг | Срібло |

### Виступи на Панамериканських іграх
| Змагання                  | Збірна | Вагова категорія          | Місце |
| ------------------------- | ------ | ------------------------- | ----- |
| Панамериканські ігри 2007 | Канада | вільна боротьба, до 66 кг | 7     |

### Виступи на Чемпіонатах Співдружності
| Змагання                                | Збірна | Вагова категорія          | Місце  |
| --------------------------------------- | ------ | ------------------------- | ------ |
| Чемпіонат Співдружності з боротьби 2003 | Канада | вільна боротьба, до 60 кг | Бронза |
| Чемпіонат Співдружності з боротьби 2011 | Канада | вільна боротьба, до 74 кг | Золото |

### Виступи на інших змаганнях
| Змагання                                                         | Збірна | Вагова категорія          | Місце  |
| ---------------------------------------------------------------- | ------ | ------------------------- | ------ |
| Manitoba Open 2003                                               | Канада | вільна боротьба, до 60 кг | Бронза |
| Гран-прі Німеччини з боротьби 2010                               | Канада | вільна боротьба, до 74 кг | 13     |
| Кубок Великої Британії з боротьби 2010                           | Канада | вільна боротьба, до 74 кг | Бронза |
| Турнір міста Сассарі 2011                                        | Канада | вільна боротьба, до 74 кг | Золото |
| Кубок Бразилії з боротьби 2012                                   | Канада | вільна боротьба, до 74 кг | Бронза |
| Міжнародний меморіал Дейва Шульца 2013                           | Канада | вільна боротьба, до 74 кг | Бронза |
| Золотий Гран-прі з боротьби 2013 (Сассарі)                       | Канада | вільна боротьба, до 74 кг | Срібло |
| Гран-прі Іспанії з боротьби 2013                                 | Канада | вільна боротьба, до 74 кг | Золото |
| Франкомовні ігри 2013                                            | Канада | вільна боротьба, до 74 кг | Срібло |
| Золотий Гран-прі з боротьби 2013 (Баку)                          | Канада | вільна боротьба, до 74 кг | 12     |
| Кубок Гранми з боротьби 2014                                     | Канада | вільна боротьба, до 74 кг | Бронза |
| Турнір міста Сассарі з боротьби 2014                             | Канада | вільна боротьба, до 70 кг | 7      |
| Олімпійський кваліфікаційний турнір з боротьби 2016 (Фріско)     | Канада | вільна боротьба, до 74 кг |        |
| Олімпійський кваліфікаційний турнір з боротьби 2016 (Улан-Батор) | Канада | вільна боротьба, до 74 кг | 19     |
| Олімпійський кваліфікаційний турнір з боротьби 2016 (Стамбул)    | Канада | вільна боротьба, до 74 кг | 10     |

### Виступи на змаганнях молодших вікових груп
| Змагання                                      | Збірна | Вагова категорія          | Місце |
| --------------------------------------------- | ------ | ------------------------- | ----- |
| Чемпіонат світу з боротьби серед юніорів 2003 | Канада | вільна боротьба, до 60 кг | 7     |